# Silvio Magalhães Barros
Silvio Magalhães Barros (Aiuruoca, 2 de setembro de 1927 – Maringá, 29 de janeiro de 1979) foi um político, empresário e aviador brasileiro.

## Biografia
Sílvio Magalhães Barros nasceu em Aiuruoca, estado de Minas Gerais, no dia 2 de setembro de 1927, filho de José Magalhães Barros e Olga Giffoni Barros.
Em 1942, aos quinze anos, mudou-se com sua família para Maringá, que na época ainda era um vilarejo de agricultores, mais tarde se tornando distrito de Mandaguari, que somente em 1951 veio a se tornar município. Nessa cidade, obteve graduação superior em sociologia pela Universidade Estadual de Maringá (UEM).
Silvio foi casado com Bárbara Cecily Netto Barros, com quem teve cinco filhos, Beatriz, Cristina, Bárbara, Ricardo Barros e Silvio Barros. Os dois últimos, assim como o pai, atuam na vida pública, tendo ambos também exercido o cargo prefeito de Maringá.

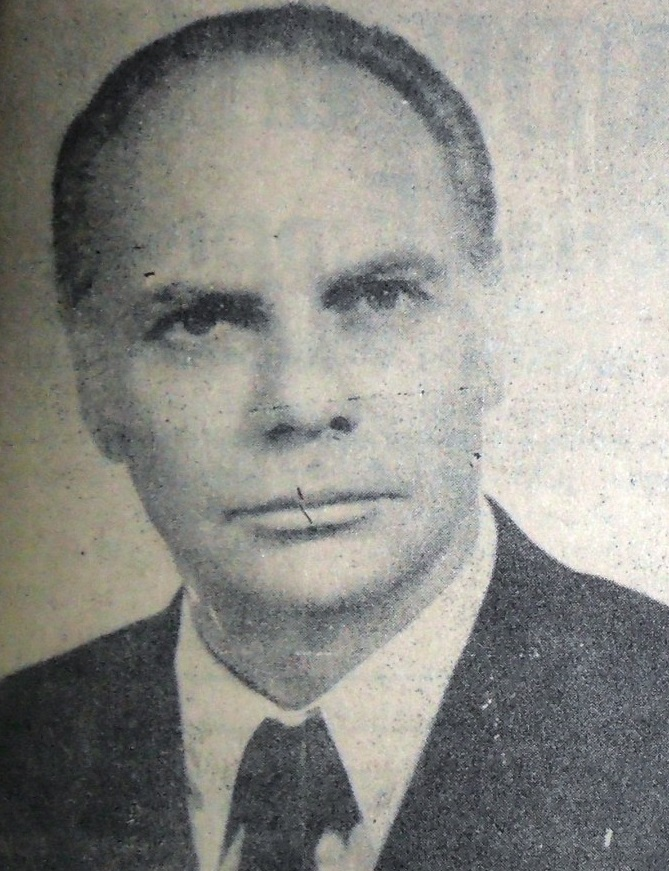
Silvio Magalhães Barros em 1971

Em Maringá, Silvio iniciou sua carreira como piloto de táxi aéreo e empresário, atuando como empreiteiro de construções, proprietário de uma concessionária de automóveis, tendo sido um dos fundadores do Aeroclube de Maringá.
Em 1960, iniciou na vida pública, sendo eleito como suplente de vereador de Maringá na legenda UDN. Com a extinção dos partidos políticos pelo Ato Institucional nº 2 (27/10/1965) e a posterior instauração do bipartidarismo, ingressou no Movimento Democrático Brasileiro (MDB), sendo um dos fundadores do partido em Maringá. Para a legislatura seguinte, iniciada em 1964, foi eleito novamente vereador pela cidade.
Em 1966, antes de completar seu mandato na câmara de vereadores, foi eleito deputado estadual do Paraná. Na Assembleia paranaense integrou as comissões de Justiça e de Finanças, além de ter sido vice-presidente da Comissão de Orçamento.
Em 1970, elegeu-se deputado federal pelo mesmo Estado, em que tornou-se suplente da Comissão de Orçamento, membro efetivo da Comissão de Economia e vice-presidente das comissões de desenvolvimento da Região Sul e de Relações Exteriores da Câmara dos Deputados, tendo exercido o mandato até 1973, quando elegeu-se Prefeito de Maringá, cujo cargo exerceu de 1973 a 1977. Em 1978, tentou a eleição para mais um mandato na Câmara dos Deputados, porém, sem êxito.
Em 29 de janeiro de 1979, Silvio Barros sofreu uma fatal parada cardíaca quando viajava de Maringá a Curitiba, em companhia de sua esposa. Naquele dia, no Aeroporto Regional Dr. Gastão Vidigal, às 13 horas, caminhava em direção ao avião quando sofreu uma súbita parada cardíaca e veio a óbito no local. Seu corpo foi levado a sua residência e posteriormente transferido para o Paço Municipal de Maringá, onde foi velado até o dia seguinte, quando ocorreu também o seu sepultamento. Silvio Barros tinha 51 anos de idade.
Alega-se que foi durante a sua última campanha política, para deputado federal, após seu mandato como prefeito, que o seu estado de saúde se agravou. Dias antes de sua morte, ele havia se consultado com diversos médicos, os quais sugeriram uma intervenção cirúrgica na capital do Estado.

## Homenagens
Em Maringá, foi inaugurado em sua homenagem o Colégio Estadual Silvio Magalhães Barros. O paço municipal da Prefeitura de Maringá e a PR-317, no trecho entre Santo Inácio e Maringá, também recebem seu nome em sua memória.